# Blagoj Nacoski
Blagoj Nacoski (en macédonien : Благој Нацоски, prononcé Blagoï Natsoski), né le 18 mai 1979 à Skopje, est un chanteur lyrique ténor macédonien.

## Biographie
Blagoj Nacoski est né dans une famille de musiciens et c'est avec sa mère qu'il commença à chanter. Il rejoint ensuite le Centre éducatif de Musique et de Danse Ilija Nikolovski-Luj de Skopje. Il poursuivit ses études de chant en Italie et obtint sa licence en 2003, au Conservatorio di Musica Licinio Refice de Frosinone, près de Rome. Il avait auparavant commencé à se produire en Macédoine et en Italie.
À partir de 2003, il enchaîne plusieurs opéras (Lucia di Lammermoor, Don Giovanni, La Traviata...), présentés en Italie (Théâtre de l'opéra de Rome), Belgique (théâtre de la Monnaie de Bruxelles), France, Japon, Autriche, Hongrie... Il se spécialise toutefois rapidement dans les opéras de Mozart (Cosi Fan Tutte, Le songe de Scipion, L'enlèvement au Sérail et la Flûte enchantée). Il a aussi chanté dans deux opéras de Strauss. Il performe parfois aussi de la musique symphonique et de la musique de chambre, comme en 2005 au palais du Quirinal de Rome, à l'occasion d'un concert de Johannes Brahms (l'évènement fut retransmis en direct sur Rai Radio 3).

## Titres et récompenses
- Vainqueur de la Compétition nationale du chant d'Opéra, Lied et Oratorio de Macédoine, en 1995 et en 1997
- Première place lors de la Compétition internationale des Jeunes chanteurs lyriques de la Fondation Boris Christoff à Rome en 2002
- Deuxième place lors de la Compétition internationale de Chant du Rotary International, à Pescara, Italie, en 2002
- Troisième place lors de la Compétition de Chanteurs d'Opéra d'Alcamo, Italie, en 2003
- Prix “Pierluigi Damiani” de l'Union des Artistes d'Italie
- Prix spécial lors de la compétition “Spiros Argiris” de Sarzana, Italie
- Médaille d'argent de l'Académie philharmonique de Messine.

## Galerie

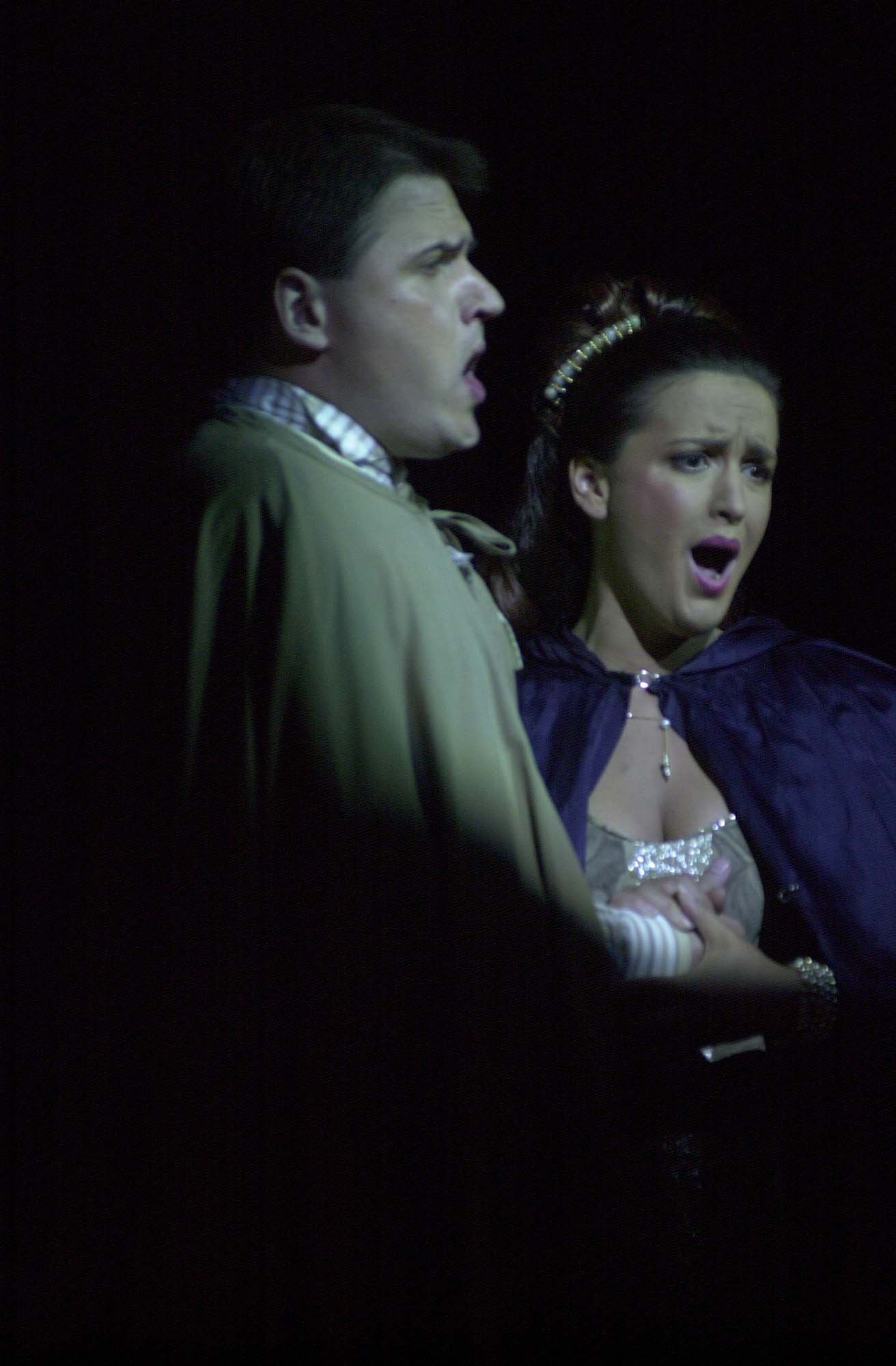
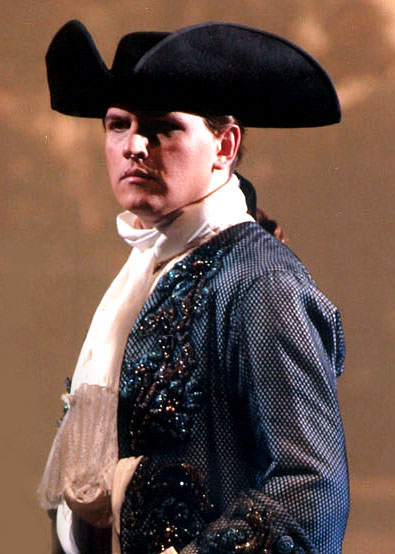
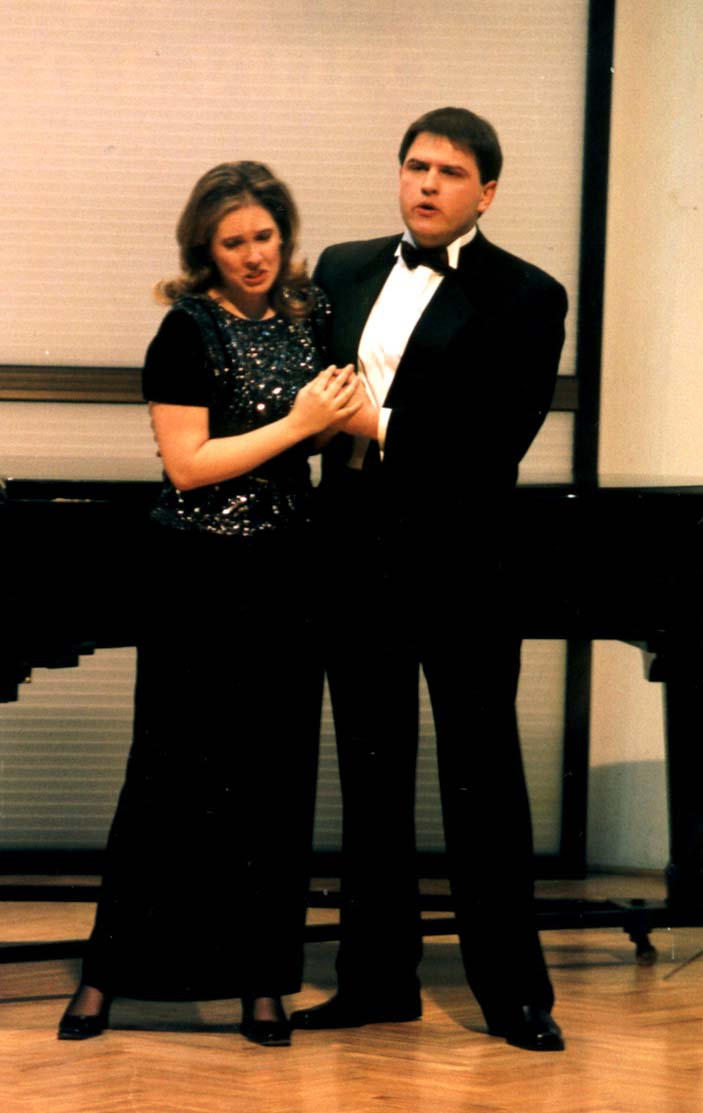
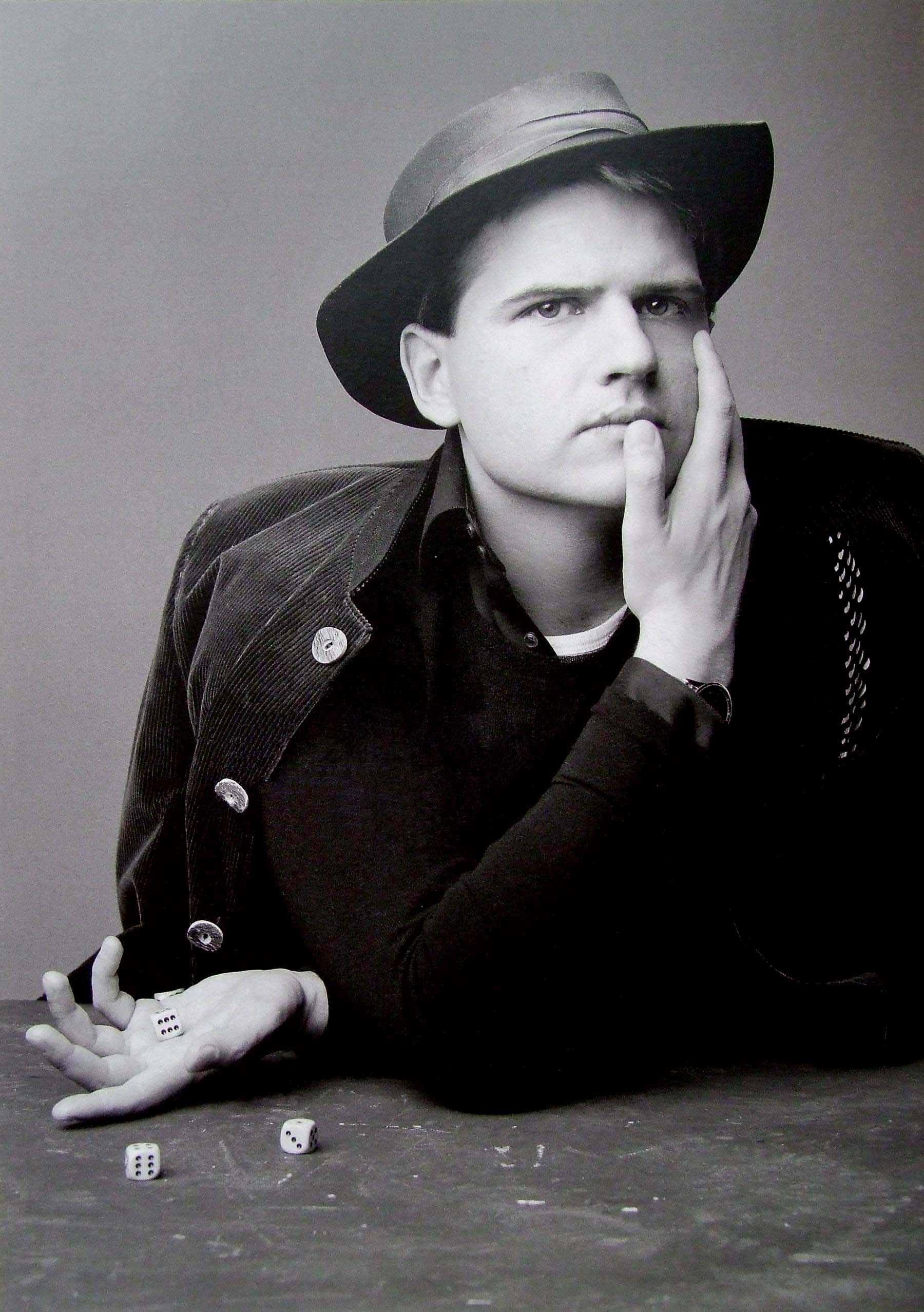